# Juli Michailowitsch Woronzow

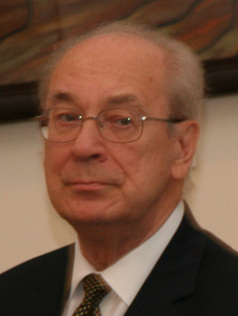
Juli Michailowitsch Woronzow, 2006

Juli Michailowitsch Woronzow (russisch Юлий Михайлович Воронцов; * 7. Oktober 1929 in Leningrad; † 12. Dezember 2007) war ein russischer Diplomat.

## Karriere
Woronzow war Ende der 1980er Jahre sowjetischer Botschafter in Afghanistan, danach letzter sowjetischer UN-Botschafter von 1990 bis 1991 und erster russischer Botschafter bei der UN von 1991 bis 1994. Ab 1994 war er als Nachfolger von Wladimir Lukin Botschafter in den Vereinigten Staaten.